# Zedd
Zedd, właśc. Anton Igoriewicz Zasławski (ros. Антон Игоревич Заславский, niem. Anton Zaslavski; ur. 2 września 1989 w Saratowie) – niemiecki DJ i producent muzyczny będący z pochodzenia rosyjskim Żydem. Jego twórczość to głównie electro house, ale jest ona również przepełniona wpływem gatunków takich jak progressive house i dubstep. Tworzy w programie Cubase i używa wtyczek takich jak Sylenth 1 i Nexus.

## Życiorys
Urodził się w Saratowie w rodzinie rosyjskich Żydów. Kiedy miał trzy lata, wyemigrował z rodziną do zjednoczonych Niemiec i zamieszkał w Kaiserslautern na zachodzie kraju. Spędził tam dzieciństwo i uczęszczał do szkoły. Zna język rosyjski, w którym rozmawiano w jego domu, a także posługuje się niemieckim i angielskim.
Rozpoczął muzykowanie jako kilkulatek, grając na pianinie. W 2002 zaczął grać na perkusji w zespole Dioramic wraz z bratem i kilkoma kolegami. Początkowo nie interesował się muzyką elektroniczną. W 2009 rozpoczął produkcję po tym, jak zainspirował go francuski duet Justice. Został zauważony przez Skrillexa w 2010. Pierwszy singiel Zedda został wydany nakładem wytwórni amerykańskiego producenta OWSLA w 2010. Pod koniec 2011 zdobył popularność singlem „Shave It”, którego zremiskowali tacy producenci, jak Kaskade czy Tommy Trash. W czerwcu 2012 wydał pierwszy singiel w amerykańskiej wytwórni Interscope Records, dotychczas znanej z wydawania utworów popowych gwiazd. Utwór zajął pierwsze miejsce w amerykańskim rankingu US Dance Charts. W październiku 2012 Zedd wydał swój debiutancki album pt. Clarity, który wysoko notowany był m.in. w rankingach iTunes. Zedd współpracował m.in. z Nickym Romero, a także wyprodukował single dla Justina Biebera i Lady Gagi. We wrześniu 2013 wydane zostało Clarity (Deluxe Edition), wzbogacone o dwa nowe single, remixy do „Empire of the Sun” i „Skrillexa” i akustyczne wersje utworów „Spectrum” i „Clarity”. W 2013 na albumie Lady Gagi pt. Artpop znalazły się utwory wyprodukowane przez Zedda.
W 2014 otrzymał nagrodę Grammy za utwór „Clarity”. W 2015 wydał album pt. True Colors, który promował singlem „I Want You to Know” nagranym z udziałem Seleny Gomez. 20 maja 2024 zapowiedział, że 30 sierpnia premierę będzie miał jego trzeci album studyjny pt. Telos, który promuje singlem „Out of Time” nagranym z Beą Miller.

## Dyskografia

### Albumy
- 2012: Clarity
- 2015: True Colors
- 2024: Telos

### Kompilacje
- 2017: Stay +

### Minialbumy
- 2011: Autonomy
- 2011: Shave It – The Aftershave
- 2012: Spectrum

### Single
- 2010: „The Anthem”
- 2011: „Autonomy”
- 2011: „The Legend of Zelda”
- 2011: „Dovregubben”
- 2011: „Scorpion Move”
- 2011: „Shave It”
- 2011: „Stars Come Out” (gościnnie: Heather Bright)
- 2012: „Slam the Door”
- 2012: „Shotgun”
- 2012: „Human” (oraz Nicky Romero)
- 2012: „Spectrum” (gościnnie: Matthew Koma)
- 2012: „Clarity” (gościnnie: Foxes)
- 2013: „Stay the Night” (gościnnie: Hayley Williams)
- 2013: „Push Play” (gościnnie: Miriam Bryant)
- 2014: „Find You” (gościnnie: Matthew Koma, Miriam Bryant)
- 2014: „Break Free” (oraz Ariana Grande)
- 2015: „I Want You to Know” (gościnnie: Selena Gomez)
- 2015: „Beautiful Now” (gościnnie: Jon Bellion) – platynowa płyta w Polsce[6]
- 2015: „Papercut” (gościnnie: Troye Sivan)
- 2016: „Candyman” (oraz Aloe Blacc)
- 2016: „True Colors” (gościnnie: Kesha)
- 2016: „Starving” (oraz Grey; gościnnie: Hailee Steinfeld)
- 2016: „Adrenaline” (oraz Grey)
- 2016: „Ignite”
- 2017: „Stay” (oraz Alessia Cara) – platynowa płyta w Polsce[7]
- 2017: „Get Low” (oraz Liam Payne)
- 2018: „The Middle” (oraz Maren Morris, Grey) – platynowa płyta w Polsce[8]
- 2018: „Happy Now” (oraz Elley Duhé)
- 2018: „Lost in Japan” (remix wraz z Shawnem Mendesem)
- 2019: „365” (oraz Katy Perry) – złota płyta w Polsce[9]
- 2019: „Good Thing” (oraz Kehlani)
- 2020: „Funny” (oraz Jasmine Thompson)
- 2020: „Inside Out” (oraz Griff)
- 2022: „You’ve Got To Let Go If You Want To Be Free” (oraz Disclosure)
- 2022: „Follow” (oraz Martin Garrix)
- 2022: „Make You Say” (oraz Maren Morris, BEAUZ)
- 2024: „Out Of Time” (gościnnie: Bea Miller)
- 2024: „Lucky” (gościnnie: Remi Wolf)
- 2024: „1685” (gościnnie: Muse)
- 2024: „Automatic Yes” (gościnnie: John Mayer)
- 2024: „Descensus” (oraz Mesto; gościnnie: Dora Jar)
- 2024: „Dream Brother” (oraz Jeff Buckley)
- 2024: „Sona” (oraz the olllam)
- 2024: „No Gravity” (gościnnie: Bava)
- 2024: „Shanti” (oraz Grey)
- 2024: „Tangerine Rays” (oraz Ellis; gościnnie: Bea Miller)
- 2024: „Jaka Jaan” (gościnnie: C&K)
- 2024: „Nakama” (gościnnie: AI)

### Remiksy
- 2010: Arbre Blass – No Regrets (SL Curtiz & Zedd Remix)
- 2010: Armand Van Helden – Witch Doktor (Zedd Remix)
- 2010: B.o.B feat. Bruno Mars – Nothin’ On You (Zedd Remix)
- 2010: Dan Thomas feat. MAB – This Year (Zedd Remix)
- 2010: David May feat. Max Urban – Facebook Love (Zedd Remix)
- 2010: Erick Decks – Nasty (Zedd Remix)
- 2010: Fatboy Slim – Weapon of Choice (Zedd Remix)
- 2010: FLX – I Feel Untouched (Zedd Remix)
- 2010: Frowin Von Boyen – Speedy P (Zedd Remix)
- 2010: Lucky Date – Ho’s & Disco’s (Zedd Remix)
- 2010: Moussa Clarke – Love Key 2010 (Zedd Remix)
- 2010: Periphery – Icarus Lives! (Zedd Remix)
- 2010: Skrillex – Scary Monsters and Nice Sprites (Zedd Remix)
- 2010: Skrillex feat. Sirah – WEEKENDS!!! (Zedd Remix)
- 2010: SL Curtiz – Kid Yourself
- 2010: The Black Eyed Peas – The Time (Zedd Remix)
- 2010: Wolfgang Gartner – Latin Fever (Zedd Remix)
- 2011: Diddy-Dirty Money feat. Swizz Beatz – Ass on the Floor (Zedd Remix)
- 2011: Lady Gaga – Marry the Night (Zedd Remix)
- 2011: Lady Gaga – Born this Way (Zedd Remix)
- 2011: Swedish House Mafia feat. John Martin – Save the World (Zedd Remix)
- 2012: Skrillex feat. The Doors – Breakn’ a Sweat (Zedd Remix)
- 2013: Empire of the Sun – Alive (Zedd Remix)
- 2014: Magic! – Rude (Zedd Remix)
- 2016: DJ Snake feat. Justin Bieber – Let Me Love You (Zedd Remix)
- 2018: Shawn Mendes – Lost in Japan (Zedd Remix)
- 2019: Zedd, Katy Perry – 365 (Zedd Remix)
- 2021: Acraze – Do It To It x Squid Game (Zedd Edit)
- 2021: Grabbitz – Die For You (Zedd Remix)
- 2023: John Summit & Hayla – Where You Are (Zedd Remix)